# Amegilla capensis
Amegilla capensis är en biart som först beskrevs av Heinrich Friese 1905.  Amegilla capensis ingår i släktet Amegilla och familjen långtungebin. Inga underarter finns listade i Catalogue of Life.